# Christuskirche (Koblenz)

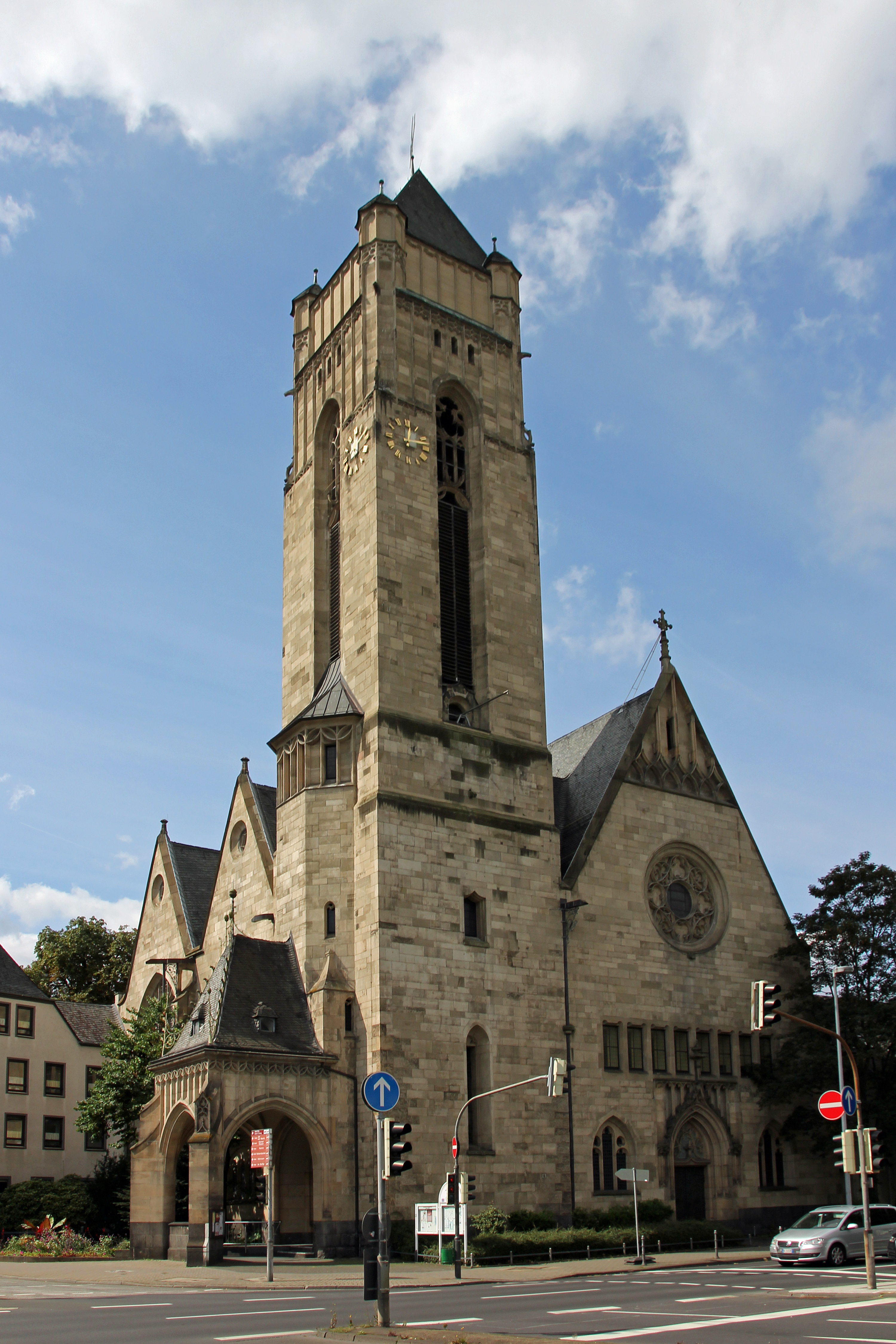
Die Christuskirche in Koblenz

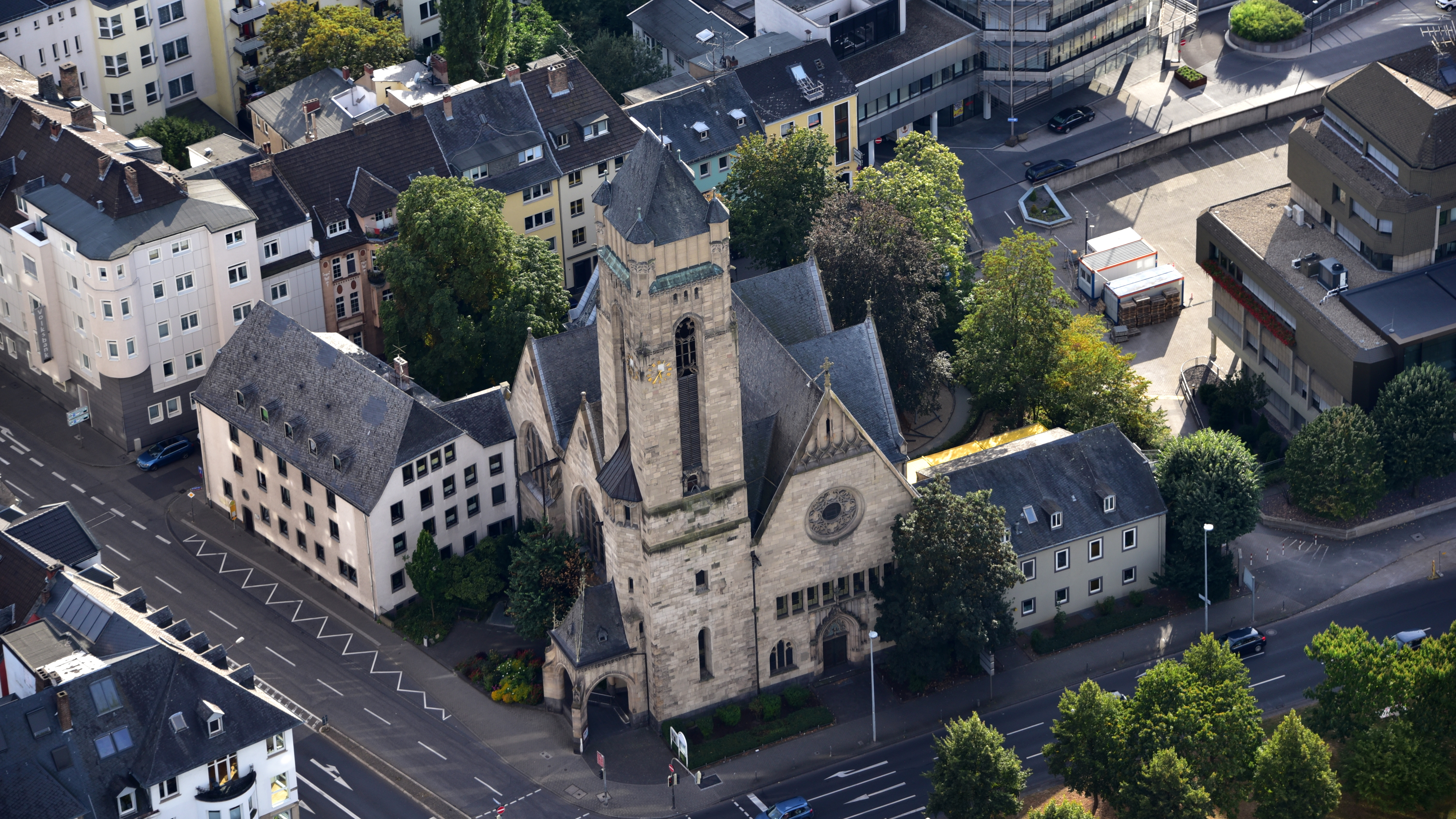
Luftaufnahme (2016)

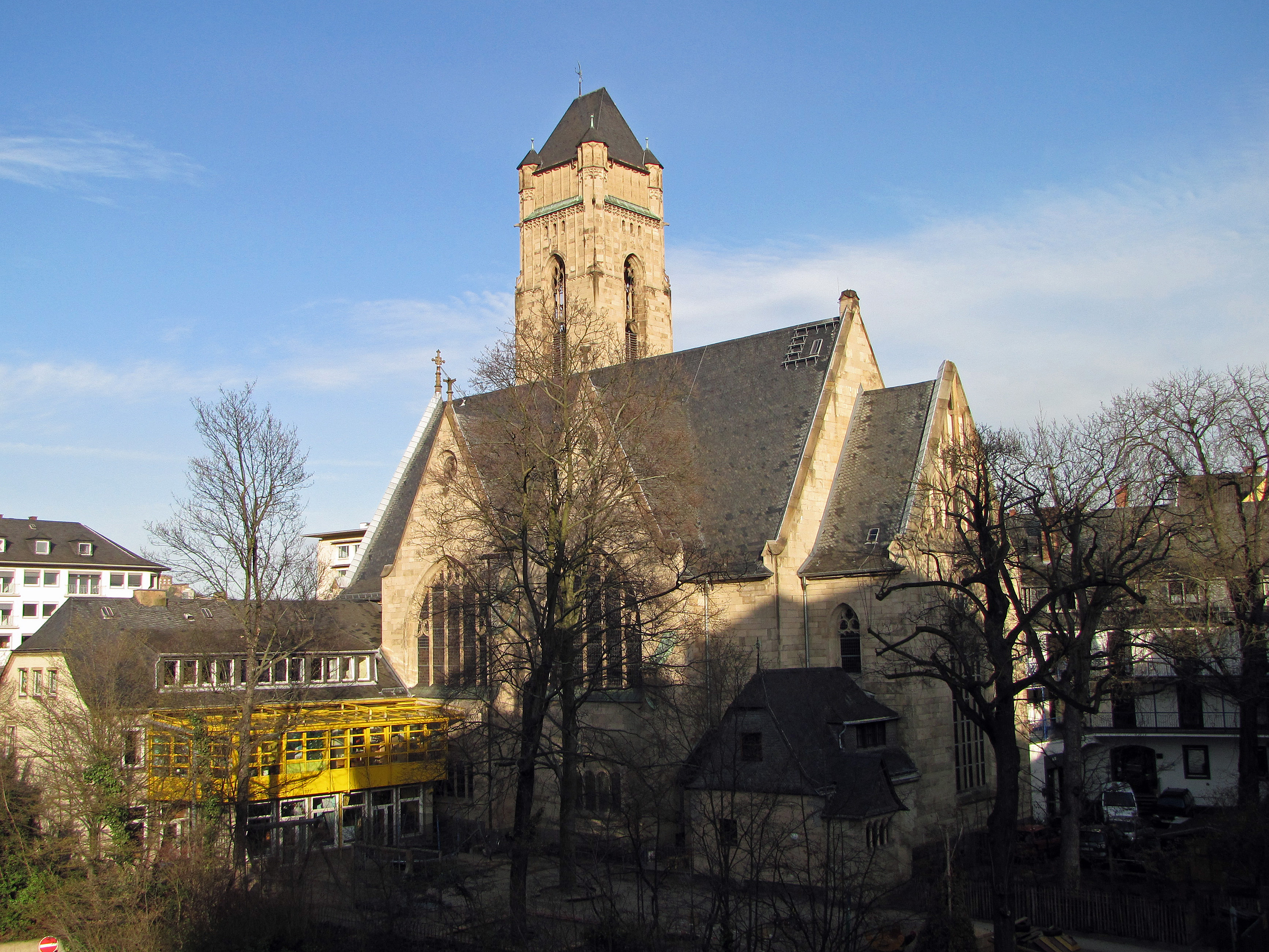
Ansicht der Christuskirche von Südwest

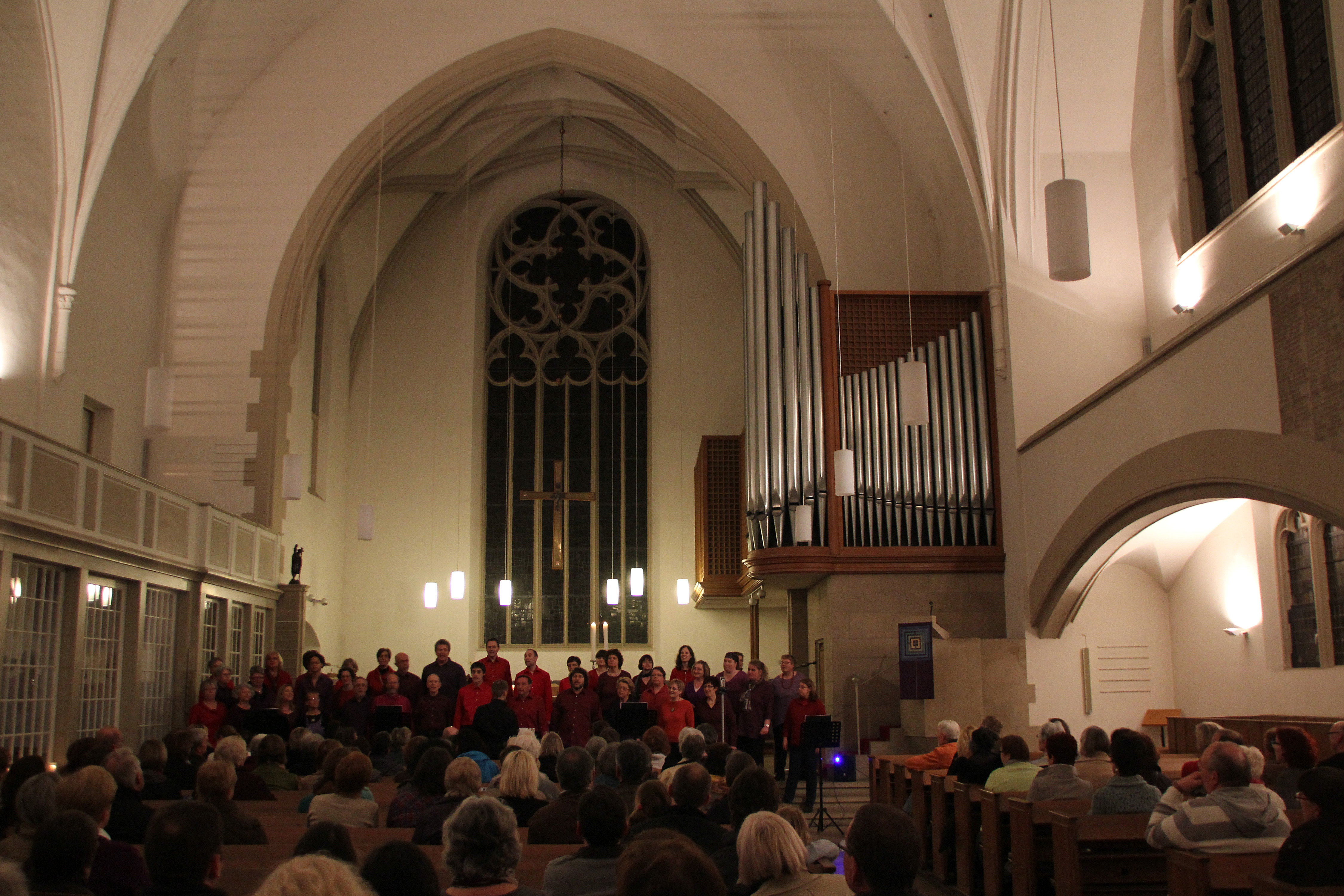
Innenraum

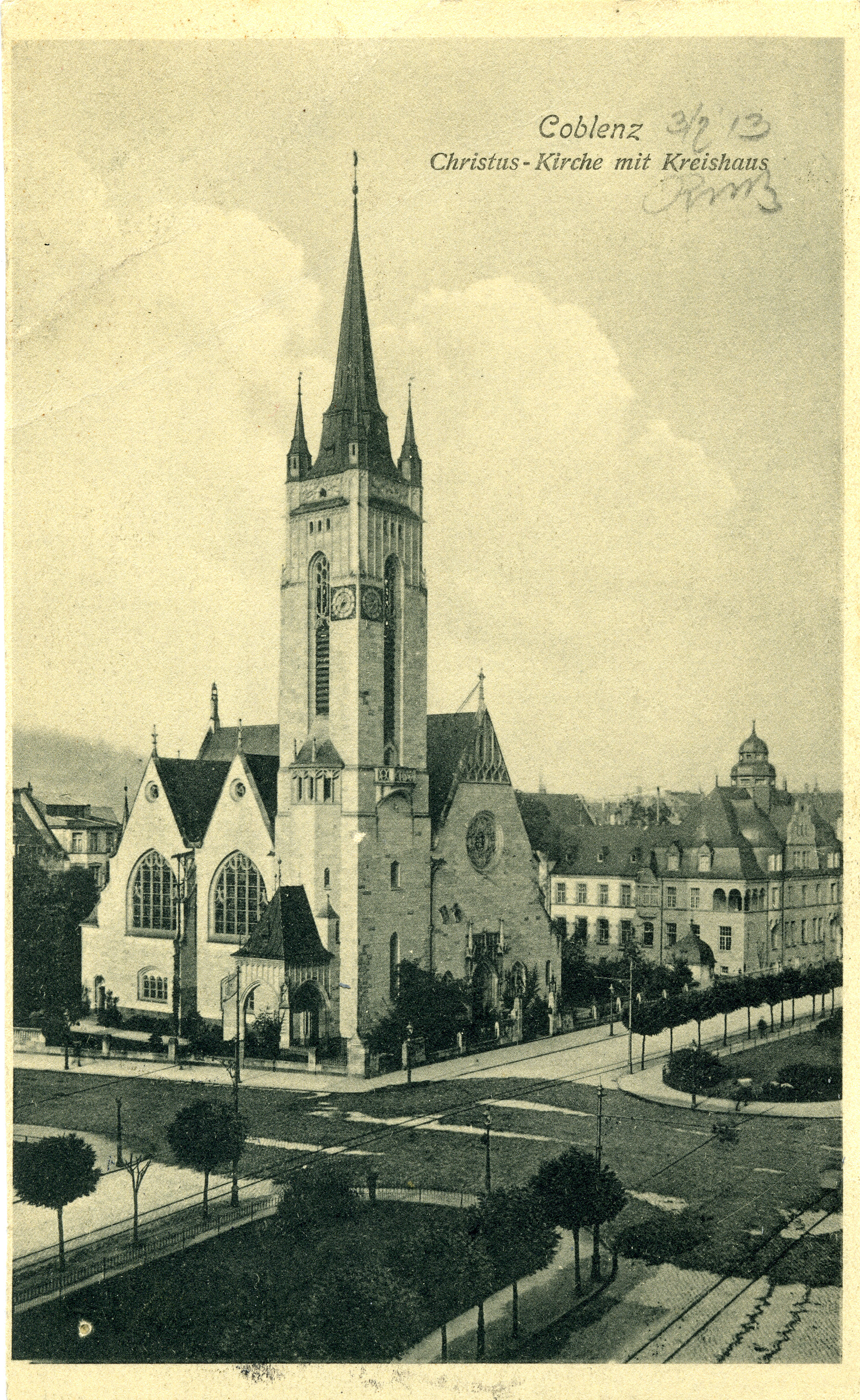
Die Christuskirche 1913 vor der Kriegszerstörung

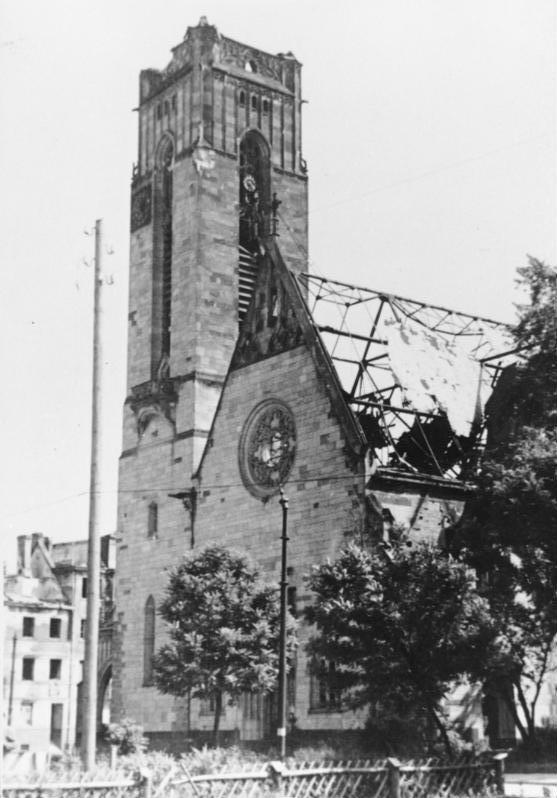
Die im Zweiten Weltkrieg schwer beschädigte Christuskirche 1945

Die Christuskirche ist eine evangelische Kirche in Koblenz. Sie ist der erste evangelische Kirchenneubau in Koblenz, der im Zuge der südlichen Stadterweiterung 1904 vollendet wurde, und gehört zum Kirchenkreis Koblenz der Evangelischen Kirche im Rheinland.

## Geschichte
Nach Aufgabe der preußischen Stadtbefestigung 1890 und der folgenden südlichen Stadterweiterung entstand entlang des ehemaligen Walls mit dem Kaiser-Wilhelm-Ring (heute Friedrich-Ebert-Ring) eine Prachtstraße. Nachdem die evangelische Gemeinde von Koblenz bereits 1820 mit der Florinskirche ein Gotteshaus erhalten hatte, wurde von 1901 bis 1904 am neuen Kaiser-Wilhelm-Ring vom Berliner Architekten Johannes Vollmer unter Mitwirkung von Heinrich Jassoy die Christuskirche als erster evangelischer Kirchenneubau errichtet. Sämtliche Glasfenster schufen 1903 Rudolf und Otto Linnemann aus Frankfurt. Darunter u. a. die Darstellungen „Jesus der guten Hirte“ und „Petrus und Paulus“.
Die neugotische Kirche wurde erst 1904 vollendet. Nach ursprünglichem Plan hätte sie bereits zum 100-jährigen Bestehen der evangelischen Gemeinde von Koblenz 1903 fertiggestellt sein sollen. Sie war der dritte große Kirchenneubau, nach den katholischen Pfarrkirchen St. Josef (1897) und Herz Jesu (1903).
Bei den Luftangriffen auf Koblenz im Zweiten Weltkrieg wurde die Christuskirche schwer beschädigt. Beim folgenden Wiederaufbau zwischen 1951 und 1954 wurden nach Plänen des Trierer Baurats Heinrich Otto Vogel (1898–1994) umfangreiche Veränderungen und Erweiterungen vorgenommen.

## Bau und Ausstattung

### Außen
Die Architektur der Christuskirche musste beim Bau auf die gleichzeitig im Zuge der südlichen Stadterweiterung entstandenen katholischen Pfarrkirchen St. Josef und Herz Jesu Rücksicht nehmen. Sie ist im Gegensatz zu den beiden anderen Kirchen bewusst asymmetrisch angelegt und einfacher gegliedert. Der Bau aus Ziegeln mit hohen Giebelwänden ist großflächig aufgebaut und mit Sandstein- und Tuffquadern verkleidet. An der Straßenkreuzung erhebt sich ein mächtiger Turm, der ursprünglich mit einem viel höheren Dach ausgestattet wurde, aber nach dem Zweiten Weltkrieg flacher wiederaufgebaut wurde. Der Stil des Baus mit wenigen Portalen und Maßwerkfenstern übernimmt Eigenheiten der englischen Spätgotik. Die gewölbte Vorhalle an der Ostseite des Turms diente der Vorfahrt der höheren Stände. An einem Pfeiler der Vorhalle steht folgende Inschrift: „Da diese Kirche fertig stand schrieb man Neunzehnhundertvier.“

### Innen
Das Innere der Hallenkirche besteht aus zwei ungleich breiten Kirchenschiffen. Nach dem Wiederaufbau wurden diese durch Abmauerung voneinander getrennt. Das schmalere Schiff auf der Ostseite war ursprünglich in zwei Geschosse unterteilt. Das einstige Netzgewölbe wurde durch eine schlichte Deckenkonstruktion ersetzt. Der Hauptraum besitzt auf zwei Seiten eine umlaufende Empore.
Von der ursprünglichen Ausstattung sind ein neogotischer Taufstein und ein zwölfarmiger Messingleuchter erhalten geblieben. An einer Säule hängt ein Kriegerdenkmal, geschaffen 1924 von R. Wilms, in Form einer Tuffplastik in Erinnerung an die Gefallenen des Ersten Weltkriegs. Sie zeigt die Gestalt eines geharnischten Kriegers mit Schwert über einer Löwenfigur und dem Wappen der Stadt Koblenz.

### Orgel
Die Orgel wurde 1955 von der Orgelbaufirma Willi Peter aus Köln erbaut. Das elektro-pneumatische Instrument hat 35 Register auf drei Manualen und Pedal.
| I Hauptwerk C– |       |
| Gedacktpommer  | 16′   |
| Principal      | 8′    |
| Spitzflöte     | 8′    |
| Oktave         | 4′    |
| Nachthorn      | 4′    |
| Nasard         | 2 ⁄3′ |
| Rohrpfeife     | 2′    |
| Mixtur IV-VI   | 2′    |
| Trompete       | 8′    |

| II Schwellwerk C– |        |
| Rohrflöte         | 8′     |
| Harfpfeife        | 8′     |
| Weitprincipal     | 4′     |
| Blockflöte        | 4′     |
| Spitzpfeife       | 2′     |
| Terzflöte         | 1 3⁄5′ |
| Gemshorn          | 1′     |
| Scharff IV        | 1′     |
| Fagott            | 16′    |
| Rohrschalmei      | 8′     |
| Tremulant         |        |

| III Kronpositiv C– |       |
| Singend Gedackt    | 8′    |
| Quintadena         | 8′    |
| Rohrgedeckt        | 4′    |
| Principal          | 2′    |
| Sifflöte           | 1 ⁄3′ |
| Scharfzimbel III   | 1′    |
| Krummhorn          | 8′    |
| Tremulant          |       |

| Pedal C–        |       |
| Principal       | 16′   |
| Subbaß          | 16′   |
| Oktave          | 8′    |
| Gedacktbaß      | 8′    |
| Choralbaß       | 4′    |
| Rohrtraverse    | 2′    |
| Rauschpfeife IV | 2 ⁄3′ |
| Posaune         | 16′   |
| Trompete        | 8′    |

* Koppeln: II/I, III/I, III/II, I/P, II/P, III/P

## Kirchengemeinde
Die Christuskirche im Pfarrbezirk Stadtmitte-Vorstadt-Rhens gehört zur „Evangelischen Kirchengemeinde Koblenz-Mitte“, zu der auch die Florinskirche in der Altstadt und das Evangelische Gemeindehaus in Rhens gehören.

## Denkmalschutz
Die Christuskirche ist ein geschütztes Kulturdenkmal nach dem Denkmalschutzgesetz (DSchG) und in der Denkmalliste des Landes Rheinland-Pfalz eingetragen. Sie liegt in Koblenz-Südliche Vorstadt in der Hohenzollernstraße 2 a.
Seit 2002 ist die Christuskirche Teil des UNESCO-Welterbes Oberes Mittelrheintal.